# 迷い婚 -全ての迷える女性たちへ-
『迷い婚 -すべての迷える女性たちへ-』（原題: Rumor Has It...）は2005年のアメリカ映画である。婚約者からのプロポーズを承諾したにもかかわらず結婚に迷っている主人公が、1967年の映画『卒業』のモデルが祖母と母であること、そして母も結婚に迷っていたことを知ったのをきっかけに、自分探しの旅に出るラブコメ映画。主演はジェニファー・アニストン。

## ストーリー
1997年のこと。ニューヨーク・タイムズ紙の死亡・結婚欄に記事を書いているライターであるサラ・ハッティンジャーは、妹アニーの結婚式のため、婚約者の弁護士ジェフ・デイリーを伴って故郷のカリフォルニア州パサデナに戻る。サラが結婚するかどうか迷っていると祖母のキャサリン・リシュリューに話すと、キャサリンは自分の亡き娘でサラの母親のジョスリンが自分の結婚式の一週間前にカボ・サン・ルーカスへ逃げ出したことを漏らしてしまう。
サラは母親の親友であるミッツィを訪ね、ジョスリンがサラの父アールとの結婚式の一週間前に高校の同級生ボー・バローズと過ごしたこと、そしてボーが小説『卒業』の著者チャールズ・ウェッブと友人であったと言う。
ジェフは、サラの両親が彼女が生まれる9か月弱前に結婚したことを指摘したことから、彼女はボーが実の父親ではないかと疑うようになる。サラはまた、『卒業』で若者を誘惑した年上の登場人物のロビンソン夫人のモデルとなったのは祖母だと非難する。そしてその若者は後にロビンソン夫人の娘を連れて去ったのである。
結婚式の後、サラはサンフランシスコに飛ぶことにする。そこでは、シリコンバレーのインターネットの天才として大成功し、大金持ちになったボーがスピーチをすることになっている。彼女はボーに会う。彼はサラの母親及び祖母と寝たことを認めるが、高校でサッカーの試合中に睾丸に鈍的外傷を負い不妊症であるため、自分がサラの父親である筈がないとサラに保証する。彼らは飲みに行き、翌朝、サラはハーフムーンベイにあるボーの自宅のベッドで目を覚ます。彼女は家族の中でボーとセックスをした3代目となったのである。
サラは自分の行動に罪悪感を感じながらも、チャリティー・パーティでのボーの同伴者となることを了承する。サラはパーティでボーの息子ブレイクに会う。ボーは、妻が実の子供を望んでおり、妊娠するために精子提供者の精子と人工授精したと説明する。納得したサラはボーにキスをするが、ボーと出会ってから連絡をしていなかったサラを探すためにカリフォルニアに戻って来たジェフに見つかってしまう。口論が起こり、ジェフは彼女の元を去る。
意気消沈したサラはキャサリンを訪ねるが、キャサリンはボーが自分の孫娘と寝たことを知り激怒する。2人は、アニーが新婚旅行に向かう途中で不安発作を起こし、サラと話したがっていることを知る。サラは、リシュリュー/ハッティンジャーの3世代にわたる女性がボーと持って来た性的関係についてアニーに話す。彼女はアニーに、アニーは夫のスコットを本当に愛しているのだと安心させ、そうすることで自分がジェフと結婚する準備が出来ていることに気づく。
また、ボーの睾丸の外傷を誤って引き起こしたのはサラの父のアールであったことも明らかになる。そのため、ボーはアールの近くにいるとやや居心地が悪いが、キャサリンはその事実を知れたことにとても満足している。アールはサラに、ジョスリンとボーの関係についてずっと知っていたことを明かす。ジョスリンが彼の元に戻ったのは、彼女が彼を愛しており、彼は一緒に人生を築くことが出来る人だったからだ。彼女が戻った夜、ジョスリンはサラを身籠ったのだった。サラの両親の結婚とサラの誕生の間が少し短いのはこのせいだった。
ジェフを取り戻そうと決意したサラはニューヨークに戻り、婚約者に自分の気持ちを伝える。彼らは、娘が生まれた場合、ボーに近づくことを許さないという条件で和解する。映画はサラとジェフの結婚式のシーンで終わる。

## キャスト
役名：俳優（ソフト版日本語吹き替え）
- サラ・ハッティンガー：ジェニファー・アニストン（石塚理恵）
- ボー・バローズ：ケビン・コスナー（仲野裕）
- キャサリン・リシュリュー：シャーリー・マクレーン（谷育子）
- ジェフ・ディリー：マーク・ラファロ（森田順平）
- アール・ハッティンガー：リチャード・ジェンキンス（伊藤和晃）
- アニー・ハッティンガー：ミーナ・スヴァーリ（小林さやか）
- ブラック・バローズ：マイク・ヴォーゲル
- キャシー・ベイツ ※ノンクレジット

## スタッフ
- 監督：ロブ・ライナー
- 製作：ポーラ・ワインスタイン、ベン・コスグローヴ
- 製作総指揮：ジョージ・クルーニー、スティーヴン・ソダーバーグ、ジェニファー・フォックス、マイケル・ラクミル、レン・アマート、ロバート・カービー、ブルース・バーマン
- 共同製作：フランク・キャプラ三世
- 脚本：T・M・グリフィン
- 撮影：ピーター・デミング
- 編集：ロバート・レイトン
- 美術：トム・サンダース
- 衣装：キム・バレット
- 音楽：マーク・シャイマン

## 評価
レビュー・アグリゲーターのRotten Tomatoesでは116件のレビューで支持率は21%、平均点は4.50/10となった。Metacriticでは29件のレビューを基に加重平均値が35/100となった。